# Bagulin
Bagulin è una municipalità di quinta classe delle Filippine, situata nella Provincia di La Union, nella Regione di Ilocos.
Bagulin è formata da 10 baranggay:
- Alibangsay
- Baay
- Cambaly
- Cardiz
- Dagup
- Libbo
- Suyo (Pob.)
- Tagudtud
- Tio-angan
- Wallayan